# Incident de Li Gang
L'incident de Li Gang  concerne Li Qiming, étudiant à l'université du Hebei en Chine, qui alors qu'il conduisait en état d'ébriété a heurté deux étudiantes dont l'une est décédée, le 16 octobre 2010. Après avoir été arrêté par la sécurité, l'étudiant s'est défendu en criant « Allez-y, poursuivez-moi en justice ! Mon père s'appelle Li Gang ». Son père, Li Gang, était le chef adjoint du commissariat de police d'un quartier de la ville de Baoding.
Les représentants du Parti communiste se déplacèrent rapidement après l'accident afin d'essayer d'étouffer l'affaire. Cependant, le contraire est arrivé. Un mois après l'accident, une grande partie de la Chine connaît l'histoire, et l'expression « mon père est Li Gang » est devenue une plaisanterie, un slogan pour se dérober à toute responsabilité. Même les efforts du gouvernement pour contrôler l'histoire sont devenus l'objet de mépris,.
Le 29 octobre 2010, le South China Morning Post et d'autres sources révèlent qu'une directive du département central de la propagande, émise le 28 octobre, ordonne aux journaux chinois de rappeler leurs journalistes de Baoding et interdit aux rédactions de publier davantage sur le sujet,.
En janvier 2011, Li Qiming a été arrêté. Il a été condamné à six ans de prison et condamné à payer l'équivalent de 69 900 $ pour indemniser la famille de Chen Xiaofeng. Li a également été condamné à payer 13 800 $ pour l'étudiante blessée.
D'autres affaires sont signalées. Ainsi, le fils de Ling Jihua, chef de la direction générale du Comité central du parti, un proche du président Hu Jintao, se tue au volant de sa Ferrari noire en mars 2012. Quatre mois ont été nécessaires pour découvrir qui était le « prince rouge » au volant de la Ferrari, la censure ayant essayé d'« étouffer l’affaire » en interdisant les termes « Ferrari noire » sur les moteurs de recherche du Web.
Selon la blogosphère chinoise, ces faits divers seraient représentatifs de « l'impunité dont bénéficient les riches et les puissants, ainsi que leurs enfants »,,.